# Volcán Santa María
El volcán Santa María (nombres mayenses originales: Xumulq'aq' e Xq'anil) es un gran volcán activo en la zona montañosa del occidente de Guatemala, cerca de la ciudad de Quetzaltenango. Su erupción en 1902 fue una de las tres más grandes erupciones del siglo XX y la tercera erupción más grande de ese año, después del monte Pelée en Martinica y La Soufrière en San Vicente. Fue también una de las cinco más grandes erupciones de los últimos 200 años (y probablemente de los últimos 300 años).
La erupción de 1902 disparó la mayor parte de la ladera de una montaña de 3772 m de altitud. Unos 20 km cúbicos de material volcánico fue expulsado durante la erupción de 19 días, y la columna de ceniza alcanzó una altura de hasta 28 km. La erupción devastó las zonas circundantes. Además se produjeron lahares gigantes después de la erupción (algunos hasta luego de muchos años) que dañaron la flora y fauna circundante. 
En 1922, un nuevo respiradero volcánico se formó en el enorme cráter, y formó un nuevo volcán, llamado Santiaguito. Santiaguito ha estado en erupción siempre desde entonces y ahora forma un cono de unos pocos cientos de metros de alto, alcanzando una elevación de unos 2500 m. Hoy en día, es posible ascender hasta la cima del Santa María y mirar hacia abajo las erupciones activas en el Santiaguito, 1.200 m debajo, una situación que puede ser única en el mundo.
El volcán Santa María es el cuarto más alto de Guatemala. A veces, en la época fría (octubre-febrero), se cubre de escarcha o nieve y puede verse desde la Ciudad de Quetzaltenango su cono blanco, aunque no es muy común, pero si ocasionalmente caen nevadas. La última nevada ocurrió el 25 de enero de 2013, pudiéndose apreciar desde la Costa Sur del país y el Centro de la Ciudad.
Etimología:En los documentos indígenas, Xumulq’aq’ aparece también escrito como Q’aq’xanul. En ambos nombres la partícula q’aq’, ‘fuego’, utilizada en una palabra compuesta, puede significar “volcán”; xumul y xanul es una corrupción de x-umul, coneja. De ahí el signifcado de Volcán Coneja. Q’anil es uno de los veinte días y su equivalencia en náhuatl es tochtli, que significa “conejo”. O sea, que Xq’anil también es Coneja. Un tercer nombre que se da en los textos indígenas al volcán de Santa María es Teocuman, vocablo nahua que quiere decir Olla Divina. En tiempos prehispánicos el Volcán Santa María era un lugar sagrado que jugó un papel importante en la mitología local. El volcán Xq’anil era un cerro femenino, representado por una gran olla con una coneja adentro. Esta imagen se utilizaba también como símbolo de la diosa Luna. Muchas culturas, incluida la maya, veían un conejo en la faz de la luna y consideraban a la diosa Luna como la madre de los dioses. La aplicación al volcán en los tiempos virreinales del nombre de Santa María, la madre de Jesucristo, debió de tener origen en la continuidad de esa misma idea, cristianizada. 

## Historia geológica
El Santa María forma parte de la cadena de volcanes de la Sierra Madre que forma parte del Arco Volcánico Centroamericano, y que se extiende a lo largo del borde occidental de Guatemala, separada del océano Pacífico por una extensa llanura. Los volcanes se formaron a raíz del proceso de subducción de la placa de Cocos bajo la placa del Caribe.
Se estima que las erupciones del Santa María comenzaron hace unos 30 000 años. Durante varios miles de años, hubo pequeñas erupciones frecuentes que formaron gradualmente el cono principal del volcán que alcanzó una prominencia de unos 1400 m sobre la llanura donde se halla la cercana ciudad de Quetzaltenango. Después de las erupciones que formaron el cono, la actividad volcánica parece haber cambiado en un patrón de largos periodos de reposo, seguidos por periodos en que ocurrieron emisiones de pequeños ríos de lava saliendo de los respiraderos en los flancos del volcán.
El cono formado por las erupciones tenía un volumen de unos 10 km³, y consistía de una mezcla de lavas de basalto y andesita.

### Terremoto de San Perfecto
El terremoto de San Perfecto ocurrió el 18 de abril de 1902 por la noche y tuvo una magnitud estimada de Mw 7,5 en el departamento de Quetzaltenango. El terremoto tuvo una duración de 1 hasta 2 minutos y fue precedido de varios sismos premonitores y seguido de muchas réplicas. Por haber estado inactivo por 500 años, los habitantes del lugar no pudieron predecir que este fuerte terremoto era un aviso de la inminente erupción de octubre de 1902. Entre 800 y 900 fallecieron por el terremoto y hubo daños materiales importantes en la extensa zona afectada. Todas las iglesias en el oeste de Guatemala y el este de Chiapas sufrieron daños severos o fueron destruidas.

## Erupción de 1902
La primera erupción del Santa María en la historia escrita ocurrió en octubre de 1902; antes de ese año el volcán había estado inactivo por al menos 500 años y posiblemente varios miles de años, pero su despertar fue claramente indicado por un enjambre sísmico en la región que comenzó en enero de 1902 y un fuerte terremoto destruyó la ciudad de Quetzaltenango el 18 de abril de 1902. La erupción comenzó el 24 de octubre, y las explosiones más grandes ocurrieron durante los siguientes dos días, expulsando aproximadamente 20 km³ de magma. La erupción fue una de las más grandes del siglo XX, comparable en magnitud a la del monte Pinatubo, en Filipinas, en 1991.
La pumita formada en la erupción culminante cayó sobre un área de aproximadamente 273.000 km², y la ceniza volcánica fue detectada hasta en San Francisco, a más de 4.000 km de distancia. La erupción arrancó gran parte del flanco sudoeste del volcán, dejando un cráter de aproximadamente 1 km de diámetro y unos 300 m de profundidad que se extiendo desde justo debajo de la cima a una altitud de unos 2.300 m.
Por la poca actividad previa en el Santa María, los habitantes locales no reconocieron la sismicidad precedente como un signo de aviso de una erupción. Aproximadamente trece mil personas murieron como resultado de la propia erupción, y un brote posterior de malaria mató muchos más.
La erupción del volcán lanzó una columna de material que alcanzó 28 kilómetros de altura y formó una nube oscura que cubrió la luz del sol durante varios días.  La erupción duró treinta y seis horas y formó un gran cráter en el flanco sudoccidental de la montaña. Esta actividad volcánica, fue tan devastadora que casi desapareció al municipio de San Pedro Sacatepéquez, ubicado a 50 kilómetros de distancia, perteneciente al departamento de San Marcos.
| Día           | Hora        | Suceso |
| ------------- | ----------- | --- |
| 24 de octubre | 5:00 p. m.  | Se oyó en San Felipe un ruido espantoso parecido al susurro de una cascada enorme durante 5 minutos del lado del volcán; pero no se pudo ver nada por motivo de la mucha neblina. |
| 24 de octubre | 6:00 p. m.  | Cayeron en Quetzaltenango arenas de piedra pómez, poco después ceniza |
| 24 de octubre | 7:00 p. m.  | Se vieron rayos y claridad y se oyó un ruido como de llamas de alto horno. |
| 24 de octubre | 8:00 p. m.  | Se notó desde San Felipe una columna gigantesca de cenizas negras con multitud de torbellinos girantes ferozmente, atravesada por millares de rayos y de líneas curvas de luz verdusca o roja. Todo el volcán y sus alrededores temblaban continuamente y enormes detonaciones se oyeron hasta 160 kilómetros de distancia; los fuertes vientos llevaron consigo la mayor parte de las materias sueltas de la columna eruptiva a distancias de 800 y más kilómetros; una parte fue llevada por vientos más altos hacia el Norte, y en una gran extensión reinó durante días enteros oscuridad absoluta. |
| 25 de octubre | 1:00 a. m.  | La violencia de la erupción aumentó y empezaron a caer hasta distancias de 14 km del volcán rocas macizas de tamaños pequeños y medianos y perforaron las láminas de los techos vecinos con tantos agujeros. |
| 26 de octubre | 12:00 a. m. | Se calmó el furor del volcán. |
| 26 de octubre | 3:00 p. m.  | Ocurrió una erupción cuya nube era blanca en gran parte y es probable que consistía principalmente de vapor de agua. |

Erupción de 1902
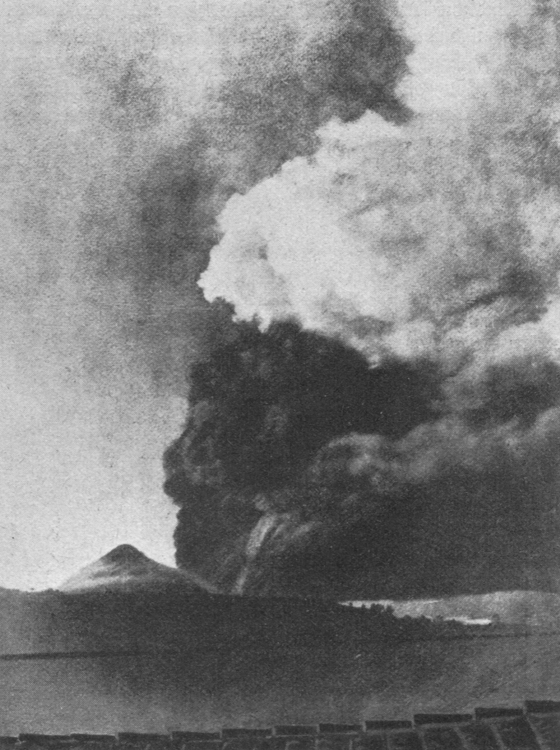
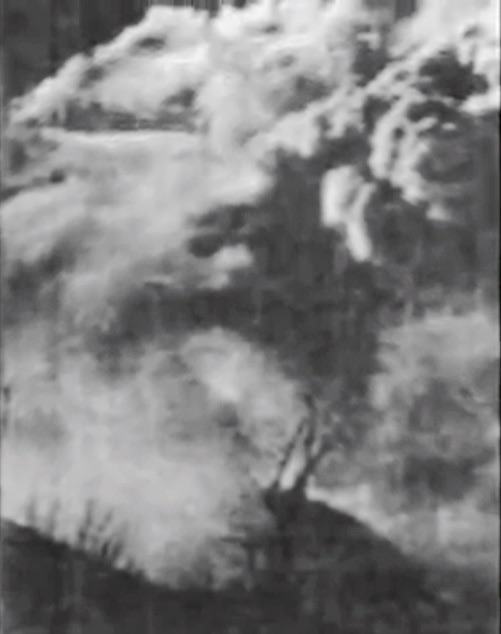
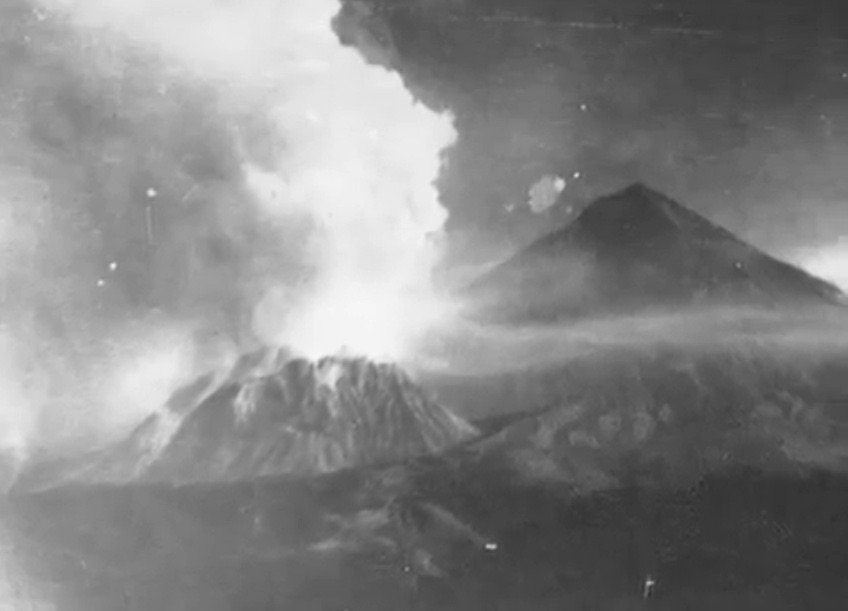
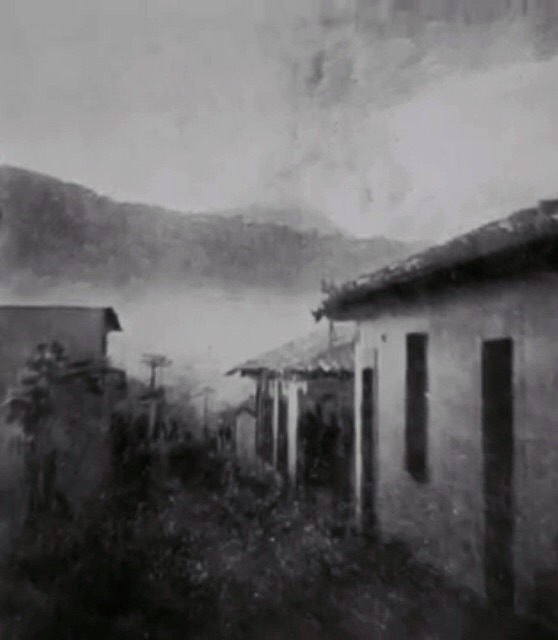

En medio de la conmoción, la Jefatura Política y la Corporación Municipal se encargaron de organizar los recursos inmediatos de que disponían para socorrer a las víctimas, organizar la ayuda proveniente de los vecinos que la podían proporcionar y gestionarla al gobierno de la capital. En la ciudad de Guatemala el presidente Manuel Estrada Cabrera y su gabinete estaban ocupados en la organización de los festejos de Minerva. Su respuesta ante la catástrofe fue disminuirla y en el peor del caso, tratar de silenciarla evitando que los medios de prensa divulgaran las dimensiones de la catástrofe en la región occidental del país.  Es más, la respuesta oficial del gobierno central ante las autoridades quezaltecas fue de declarar no disponibilidad de fondos públicos, ya que recientemente se habían empleado en la ayuda para esa misma ciudad, para los damnificados por los terremotos del mes de abril, por lo cual era imposible atender a la petición. En tales circunstancias, el alcalde de la ciudad, en sesión extraordinaria informó a todos los miembros del consejo que a raíz de la erupción los pastos y siembras de la «la zona de occidente de la República se arruinaron», por lo que entonces era de esperarse escasez de granos básicos, afectando tal situación especialmente a las personas de escasos recursos. Por tal razón, la corporación municipal decidió que doscientos pesos se invirtieran en la compra de alimentos para ser repartidos entre los más necesitados. Asimismo, el ganado de las haciendas estaba pereciendo. Empezaron a reportarse pérdidas, no solo por la desaparición de los rebaños sino también por la falta de ganado para abastecimiento de las carnicerías de la ciudad. Ante la escasez de alimentos en la región, el consejo municipal tomó la decisión de solicitar al gobierno central –la cual fue aprobada– la autorización para importar libre de gravamen dos mil quintales de harina hasta llegar a completar diez mil, durante los meses siguientes. 
El concejal de abastos de la municipalidad quedó encargado de administrar la ayuda para los damnificados proveniente no solo de los vecinos de Quetzaltenango sino de toda la que se esperaba llegase de la capital y otros departamentos. El suministro de agua potable fue otro de los problemas inmediatos; el fontanero de la ciudad practicó desde el día siguiente a la erupción una inspección del acueducto que surtía a la ciudad, no reportando daños al mismo, pero ante las quejas de los vecinos por la falta de agua, las revisiones posteriores indicaron que las cañerías se encontraban obstruidas por la gran cantidad de ceniza y arena que había arrojado el volcán.
La población fue afectada en distintas formas: para los indígenas la situación fue verdaderamente catastrófica, ya que no solamente porque perdieron parientes y amigos, sus casas y cosechas, sino que además fueron obligados a trabajar en las labores de reconstrucción. Por su parte, los terratenientes vieron la oportunidad de resarcirse de los daños obteniendo otras tierras y así lo solicitaron al presidente Estrada Cabrera, quien les dio terrenos en San Miguel Uspantán en el Quiché y en Panam en Suchitepéquez y Sololá, las que hasta entonces habían sido tierras comunitarias de los indígenas de la región.  De hecho, en la Recopilación de Leyes de la República de Guatemala de 1902-03 solamente aparece este decreto referente a la erupción:
| Se crea una «Procuraduría General de Auxilios para la Agricultura» Palacio del Poder Ejecutivo: Guatemala, 12 de noviembre de 1902 En el deseo de prestar toda clase de auxilios a los agricultores que, con motivo de los últimos fenómenos volcánicos, han venido tropezando con dificultades; y teniendo el Jefe del Ejecutivo decidido empeño en aliviar éstas y prestar todo apoyo para la recolección de los frutos, El Presidente Constitucional de la República, en uso de las amplias facultades de que está investido, Acuerda: 1. Crear una oficina, con residencia en Quetzaltenango, bajo la denominación de «Proveeduría General de Auxilios para la Agricultura» [...] 2. Nombrar para Jefe de oficina, al Coronel don Marcos R. Calderón, quien prudencialmente repartirá los auxilios, quedando, a la vez, autorizado para elegir y nombrar al Secretario y a los dos Auxiliares. 3. Los Jefes Políticos de los Departamentos de Occidentes, atenderán las comunicaciones que reciban del expresado Jefe de Oficina, para que ésta llene debidamente su cometido. 4. Quedan exceptuados de toda contribución directa los mozos que, en virtud de esta disposición, presten sus servicios a los agricultores. 5. El Ministerio de Fomento queda encargado de dictar las providencias conducentes al exacto cumplimiento de este acuerdo. Comuníquese. —Estrada Cabrera Ministro de Fomento: José Flamenco Recopilación de las Leyes de la República de Guatemala, 1902-1903 |

En Estados Unidos, los primeros informes detallados de la erupción aparecieron hasta el 13 de noviembre de 1902, cuando tanto el San Francisco Call como el San Francisco Chronicle presentaron relatos de damnificados que habían llegado de Guatemala en barcazas.

## Santiaguito

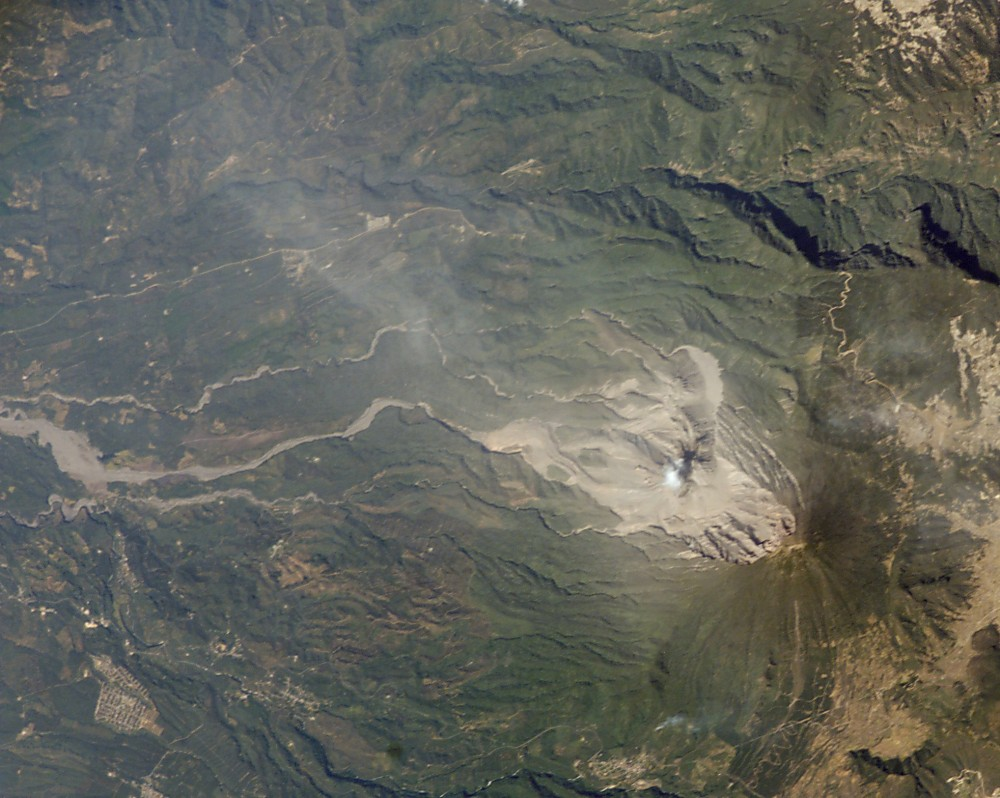
El humo sube de Santiaguito. El área del lado destruido por la erupción de 1902 se puede ver claramente. Los sedimentos de lahar serpentean por los valles de los ríos en la izquierda de la imagen.

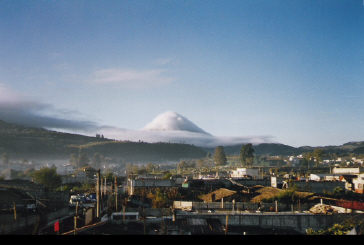
El volcán visto desde la cercana ciudad de Quetzaltenango

Después de la erupción de 1902 siguieron 20 años de inactividad. En 1922, comenzaron nuevas erupciones, con la extrusión de un domo de lava en el cráter dejado por la erupción de 1902. El domo fue bautizado Santiaguito, y desde entonces, la actividad ha sido prácticamente constante. El Santiaguito ahora alcanza una altura de unos 2500 m y tiene un volumen de aproximadamente 1 km³. Desde la cima del Santa María es posible mirar las erupciones en el Santiaguito 1.200 m más abajo. 
El crecimiento del domo en el Santiaguito se ha alternado entre el crecimiento causado por la emisión de ríos de lava y la inflación causada por la inyección de magma en medio del domo. Estos tipos de crecimiento del domo son descritos por los vulcanólogos como exógeno y endógeno, respectivamente. La actividad ha estado concentrada en varios respiraderos, y el Santiaguito ahora tiene la apariencia de varios domos solapados.
Aunque la mayor parte de la actividad eruptiva del Santiaguito ha sido suave, también han ocurrido grandes explosiones ocasionales. En 1929, parte del domo se derrumbó, generando flujos piroclásticos que causaron la muerte de entre varios miles y 5.000 personas. Los derrumbes de montaña ocasionales han generado diferentes flujos piroclásticos más pequeños y erupciones verticales de ceniza hasta una altitud de algunos kilómetros por encima del domo.

## Riesgo volcánico en el Santa María

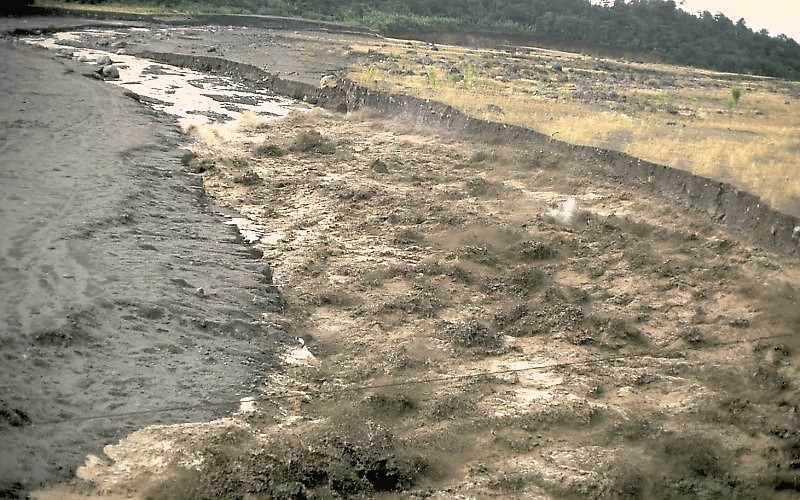
Un lahar caliente se precipita hacia un valle de río cerca de El Palmar en 1989

Las áreas al sur del Santa María están bastante afectadas por la actividad volcánica del Santiaguito. Actualmente, el riesgo volcánico más común en el Santa María son los lahares, que ocurren frecuentemente en la estación lluviosa debido a fuertes precipitaciones en sedimentos volcánicos sueltos. El pueblo de El Palmar, ubicado a 10 km de Santiaguito, ha sido destruido dos veces por lahares del Santiaguito, y la infraestructura como las carreteras y los puentes han sido dañados repetidamente. Los sedimentos de lahar del Santiaguito han afectado ríos durante todo el curso hasta el océano Pacífico.
Los flujos de lava no ocurren frecuentemente en el Santiaguito, y no tienden a extenderse más de unos pocos kilómetros desde el domo. El magma en el Santiaguito es rico en sílice y por esto es altamente viscoso. Los flujos de lava son por tanto de movimiento muy lento y no causan grandes riesgos para la vida humana, aunque pueden causar daños en las propiedades. También pueden ocurrir flujos piroclásticos de movimiento rápido, que tienen un alcance de varios kilómetros desde el domo.
El posible derrumbamiento del propio Santa María podría representar un riesgo devastador. El cráter de 1902 ha dejado el flanco del sur de la montaña por encima del Santiaguito altamente sobreempinado, y un gran terremoto o una fuerte erupción del Santiaguito podría desencadenar un enorme corrimiento de tierra, que podría cubrir hasta 100 km². No obstante, se cree que esto es poco probable a corto plazo.
A la luz de la amenaza que supone para las poblaciones cercanas, el Santa María ha sido designado como uno de los Volcanes de la Década, identificándolo como un objetivo de particular estudio por los vulcanólogos para mitigar cualquier desastre natural futuro en el volcán.